# Schillingstraße
Schillingstraße – stacja metra w Berlinie, w dzielnicy Mitte, w okręgu administracyjnym Mitte na linii U5. Stacja została otwarta w 1930.